# Hilda Flavia Nakabuye

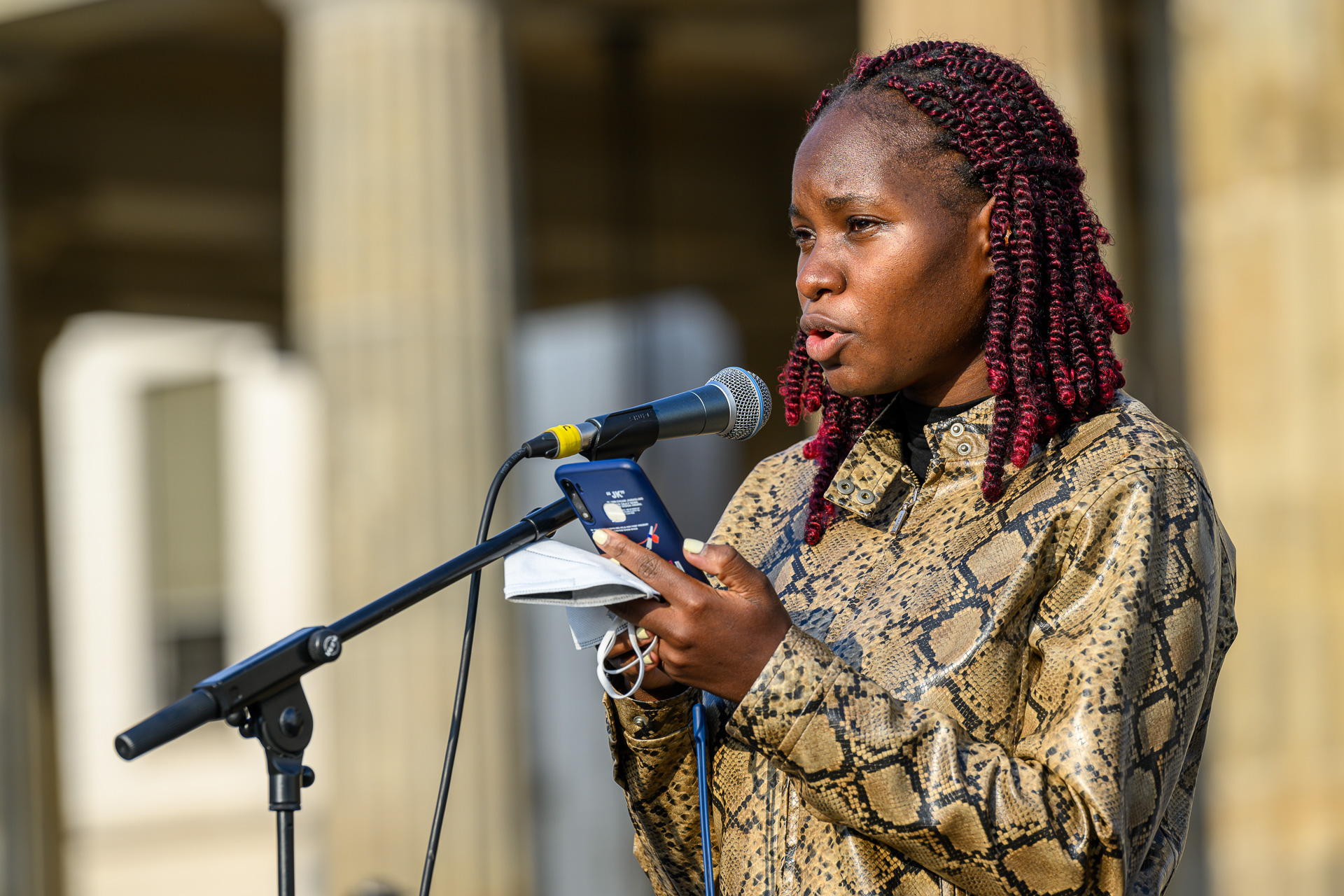
Hilda Flavia Nakabuye, 2022. Globalen Klimastreik von Fridays for Future am Brandenburger Tor

Hilda Flavia Nakabuye (* 1997 oder 1998) ist eine ugandische Bürgerrechtlerin. Sie gilt als eine der führenden Persönlichkeiten der Umweltbewegung in Afrika.

## Leben und Wirken
Nakabuye stammt aus Wakiso, einem Stadtteil Kampalas, in dem sie früh die vielfältigen Schäden an der Artenvielfalt feststellen konnte. In ihrem Elternhaus – ihre Mutter ist Stylistin, ihr Vater Logistiker – wurde die Umweltproblematik kaum thematisiert, auch nicht in der Schule oder Zeitungen. Sie erhielt ein Stipendium für das Studium der Logistik und Beschaffung an der Kampala International University.
Ihr Engagement begann 2017, nachdem sie an einer Konferenz der Green Climate Campaign Africa teilnahm, weil sie dabei erkannte, dass all diese Schäden auf die Klimakrise zurückzuführen sind. Sie schrieb über diesen Moment: „Gleichzeitig fühlte ich mich schlecht, aber ich entschied mich auch, bei der Lösungsfindung eine Schlüsselrolle zu spielen“.
Sie organisierte bald eine Umweltinitiative zur Beseitigung von Abfällen aus dem Uferbereich des Viktoriasees. Nakabuye übertrug danach die Schülerprotesten der Bewegung Fridays for Future auf Kampala, um Politiker zu einem Ausrufen des Klimanotstands aufzufordern. Über ihre Gespräche mit Politikern, wie dem Präsidenten Yoweri Museveni berichtet sie: „Es ist schwierig, mit Politikern über das Klima zu sprechen, weil sie sich nur um die Entwicklung kümmern, jedoch nicht die nachhaltige Entwicklung.“ Sie berichtet zudem: „Das Überzeugen von Menschen ist nicht immer einfach, insbesondere derjenigen, die Geld durch die Ausübung von Tätigkeiten verdienen, die nicht sonderlich umweltverträglich sind.“ Mittlerweile trat Nakabuye auf internationalen Konferenzen auf, etwa dem Treffen der C40 im Jahr 2019.
In der Tat ist Uganda auf besondere Weise von den Folgen der Klimakrise betroffen. So leidet das Land unter „steigenden Temperaturen, die Plantagen austrocknen, und massiver Entwaldung zur Produktion von Kohle, die das Land austrocknet“, wie Nakabuye es beschreibt. Mit einer Abholzungsrate von 1,8 % pro Jahr verschwinden die ugandischen Wälder nach Angaben der Vereinten Nationen in besorgniserregendem Tempo. Auch gibt es in vielen Jahren Todesopfer durch Erdrutsche.
Im Jahr 2019 war sie zudem eine der drei Protagonistinnen in dem Dokumentarfilm Dear Future Children, welcher sich mit jungen Aktivisten beschäftigt.